# Bell X-22A
El Bell X-22A era un prototip; una curiosa màquina voladora de sustentació vertical, que va provar les hèlixs inclinables ficades en un tub. En els darrers anys seixanta va ser un dels diversos dissenys revolucionaris destinats a desterrar la necessitat de llargues pistes pavimentades. L'X-22 semblava com quatre cubs d'escombraries subjectes a un fuselatge i eixordador el cel, però, va contribuir enormement al coneixement de les operacions V / Stol d'enlairament i aterratge vertical o en curtes distàncies.

## Fets i xifres
- El primer vol va ser el 17 de març de 1966. En aquell moment el prototip només va fer quatre vols curts amb suspensió.[1]
- 1 de març de 1967 es va realitzar un gir complet del motor per volar endavant.[2]